# La Manière forte (téléfilm)
Pour les articles homonymes, voir La Manière forte.
Pour plus de détails, voir Fiche technique et Distribution.
La Manière forte est un téléfilm français réalisé par Vincent Primault d'après un scénario de Lionel Olenga et diffusé pour la première fois en Suisse le 30 mai 2025 sur RTS 1 et en France le 6 juin 2025 sur France 2.
Cette fiction est une coproduction de MakingProd (Mediawan), L.O Productions et France Télévisions.

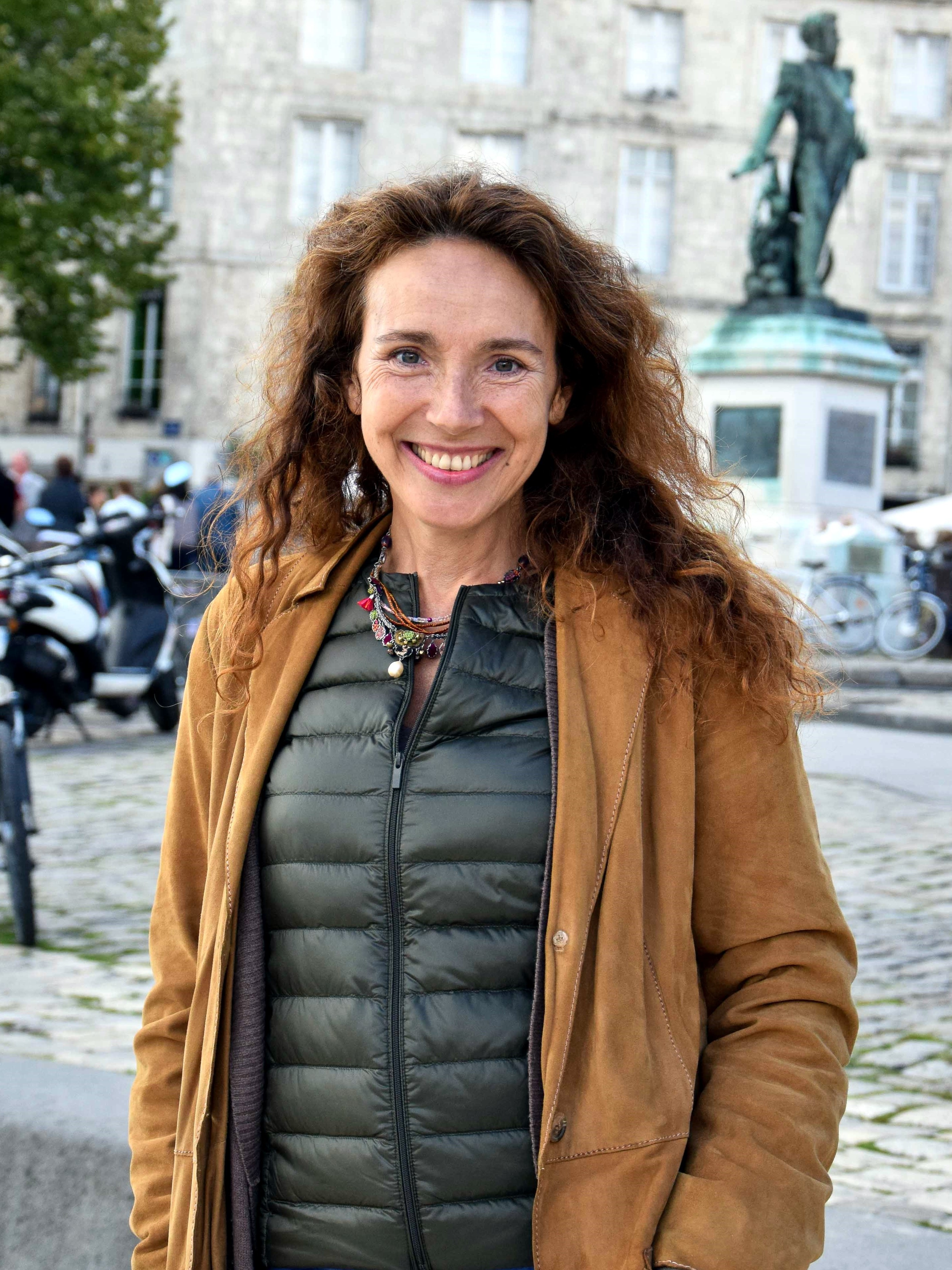
Isabel Otero.

## Synopsis
Les meurtres du tueur en série Gabriel Laporte semblent reprendre, alors que ce dernier est en prison : et pourtant ces nouveaux meurtres semblent porter sa signature.
Pour reprendre l'enquête, la capitaine Kabongo vient sortir de sa retraite Thierry Chevalier, l'ancien flic qui avait arraché des aveux à Laporte d'une façon brutale.
La collaboration s'annonce très difficile entre Kabongo, féministe et végane, et Chevalier, un flic à l'ancienne, macho, raciste, viandard, misogyne, homophobe et anti-woke.

## Fiche technique
Sauf indication contraire, les informations mentionnées dans cette section peuvent être confirmées par les bases de données cinématographiques  présentes dans la section « Liens externes ».
- Titre français : La Manière forte
- Réalisation : Vincent Primault[1],[2],[3]
- Scénario : Lionel Olenga[1],[2],[3]
- Musique : Maxime Desprez et Michael Tordjman[3]
- Décors : Laurent Weber[3]
- Costumes : Sarah de Hita[3]
- Maquillage : Agnès Morlighem
- Photographie : Samuel Dravet[3]
- Son : Stéphane Roché[3]
- Montage : Emmanuel Douce[3]
- Production : Stéphane Drouet et Lionel Olenga[1],[3]
- Sociétés de production : MakingProd (Mediawan), L.O Productions et France Télévisions[1],[4]
- Pays de production :  France
- Langue originale : français
- Format : couleur
- Genre : policier
- Durée : 90 minutes[1],[2]
- Date de première diffusion : 
  - Suisse : 30 mai 2025 sur RTS 1
  - France : 6 juin 2025 sur France 2[5],[6]

## Distribution
- Grégoire Bonnet : major Thierry Chevalier
- Clarisse Lhoni-Botte : capitaine Wendy Kabongo
- Cyril Descours :  le substitut Albertini, fils de Thierry Chevalier
- Isabel Otero : Caroline Laporte
- Théo Frilet : Gabriel Laporte
- Jeanne Bournaud : DIPN Charline Huygues
- Philippe Dusseau : commissaire principal Perrini
- Angéla Sichanh : commandant Perez
- François Briault : capitaine Laurent
- Renaud Cestre : Thomas, le mari du substitut Albertini
- Raoul Myard Taton : Léo, le fils du substitut et de Thomas
- Arthur Beaudoire : Jérémy, le copycat

## Production

### Genèse et développement
Cette fiction est une coproduction de MakingProd (Mediawan), L.O Productions et France Télévisions,, réalisée avec la participation de la Radio télévision suisse (RTS) et du Centre national du cinéma et de l'image animée ainsi que le soutien du département de la Charente.
Le scénario est de la main de Lionel Olenga et la réalisation est assurée par Vincent Primault,,.
La production est assurée par Stéphane Drouet et Lionel Olenga pour MakingProd (Mediawan) et L.O Productions.

### Attribution des rôles
Le rôle de Thierry Chevalier, un flic réactionnaire, macho, raciste, misogyne, homophobe et anti-woke, est tenu par Grégoire Bonnet, qui avoue avoir pris « un pied monstrueux » avec ce personnage. L'acteur ajoute : « L'idée de ce héros à l'ancienne est effectivement née d'une envie de rigoler. Il est un peu con, mais également attachant et brillant. Pourtant, c'est embêtant de cumuler autant de défauts. »,. Concernant la scène olé-olé qui, au début du téléfilm, évoque la « diatribe antibarbecue » de la députée écologiste Sandrine Rousseau, Grégoire Bonnet déclare : « Je suis nu sous un tablier. À un moment, on voit mes fesses. Mais ça, ça a été coupé au montage ! »,.
Quand le magazine Télé-Loisirs lui demande s'il est prêt à renfiler les bottes de motard et le blouson en cuir de Chevalier si France Télévisions commandait un nouvel épisode, l'acteur répond : « Ce personnage m'a vraiment marqué […] En ce qui me concerne, je trouverais ça dommage que ce soit mis au placard. J'ai vraiment adoré jouer Chevalier, qui est un personnage que l'on ne voit pas à la télé. Je n'ai qu'une envie, qu'il y ait une suite ! ».
Face à lui, le rôle de la capitaine Wendy Kabongo, féministe et végane, est tenu par Clarisse Lhoni-Botte, qui a notamment joué dans Le Stagiaire, Commandant Saint-Barth, Salade grecque et Joseph,.

### Tournage
Le tournage se déroule du 1er au 26 juillet 2024 à Angoulême, entre autres place du Commandant-Raynal, boulevard Pasteur, boulevard Aristide-Briand et place du Général-Resnier,,,,,,.
La ville d'Angoulême a beaucoup plu à Grégoire Bonnet, l'interprète de Thierry Chevalier, qui a déclaré au quotidien Charente libre : « J'ai découvert tellement de restos, que c'est difficile d'en citer un. En fait ici, c'est les gens, la place... C'est une ville que j'aime bien, je m'y sens bien. ».

## Accueil

### Diffusion et audience
En France, diffusé le 6 juin 2025 sur France 2, le téléfilm est regardé par 3 666 000 téléspectateurs et se classe premier en termes d'audience.

### Accueil critique
Pour Alexandre Letren, du site VL-Media, « Avec ce nouveau pilote, Lionel Olenga ne propose pas seulement une nouvelle série policière, il questionne aussi la manière dont on peut faire des séries aujourd'hui : la manière douce qui ne perturbe personne et repose sur un postulat préétabli et rassurant ? Ou la manière forte qui se permet de mettre en avant des personnages différents, qui questionnent aussi à leur façon notre société ? ».
Pour le magazine Télé Star, « le téléfilm alterne scènes d'action, dialogues mordants et moments plus suspendus. C'est du polar, oui, mais avec une patte humaine, presque sociale, où l'humour n'est jamais loin du drame. ».
Le magazine Télé-Loisirs prévient : « Attention, vous n'êtes pas prêts ! Blouson en cuir, bottes de motard avec la moto qui va avec, Grégoire Bonnet est tout simplement méconnaissable […] Il incarne avec gourmandise un personnage odieux rarement vu à l'écran. Formidable en flic détestable à souhait, il forme un tandem absolument croustillant avec Clarisse Lhoni-Botte […] Au final, La Manière forte s'avère être une fiction réussie et bourrée de second degré. Un humour bienvenu à une époque où le politiquement correct fait loi. Si bien qu'à la fin, aussi imbuvable et infréquentable soit-il, vous voudrez à coup sûr revoir ce Chevalier. ».
Par contre, Télérama est nettement plus critique : « Un téléfilm bourré de clichés […] Ça aurait pu être drôle, mais tout est caricatural dans ce téléfilm. ».
Pour Jean-Christophe Nurbel du site Bulles de culture « La Manière forte est une nouvelle proposition de concept de polar plutôt original, frais et prometteur. Néanmoins, si son irrévérencieux personnage de “connard” de service qui a un bon fond, que se régale à interpréter Grégoire Bonnet, fait tout son sel, il faudra, si série il y a, étoffer et approfondir un peu plus les personnages autour de lui, notamment celui de Clarisse Lhoni-Botte, séduisant mais un peu trop conçu en miroir par rapport à son partenaire. ».